# Verbi portoghesi
In questo articolo, sono presentati i verbi portoghesi con un'introduzione generica, una lista di verbi diffusi con traduzione e segnalazione della coniugazione e le tavole di coniugazione nei tempi verbali più diffusi e basilari.

## I verbi: introduzione, spiegazione generale, verbi principali e esempi di verbi coniugati in diatesi attiva e passiva
Il sistema verbale portoghese è uguale a quello dell’italiano. I verbi sono classificati, se si usa la terminazione dell’infinito (cioè la forma base reperibile nei dizionari), in quattro coniugazioni: -ar, -er, -ir, -or. La quarta contiene tutti i derivati del verbo “porre” pôr (che in origine apparteneva alla seconda coniugazione : latino “ponere”) e, per impararla, è sufficiente imparare la coniugazione a sé di questo verbo. Di fatto, le prime tre sono uguali all’italiano e spagnolo. Mentre in italiano i due verbi ausiliari (per formare i tempi composti) sono “essere, avere”, in portoghese si usa solo “avere”: non c’è distinzione tra verbi inaccusativi e inergativi come in italiano e francese (e.g. io sono arrivato [> “io ho arrivato”] VS io ho mangiato; io sono andato [> “io ho andato”] VS io ho letto). A sua volta, esiste una sola forma per dire “avere”, cioè “ter” (in spagnolo, “haber” è solo ausiliare, mentre “tener” è verbo vero e proprio per indicare il possesso). “Haver” esiste in portoghese, ma significa oggi solo “c’è/ci sono” (cioè traduce “esserci”, che chiaramente esiste solo alla terza persona; per l’utilizzo e tutte le sue possibilità, vedi avanti).
Avendo a monte la conoscenza almeno dei pronomi personali soggetto, si indicano qui le varie funzioni dei tempi principali, insieme alla coniugazione dei verbi principali in portoghese e alla coniugazione di altri verbi diffusi ma non principali. I verbi principali sono “ser (essere), ter (avere), estar (stare), ir (andare; stare per), pôr (porre/mettere), querer (volere), poder (potere; saper <fare>), dever (dovere), deixar (lasciar <fare>) precisar (dovere/bisognare)”. “Estar” si usa al posto del verbo essere come copula quando si esprime un aggettivo qualificativo (e.g. io sono felice, io non sono triste), come in spagnolo. Si usa pure nelle frasi presentative: “ecco qui il tè; eccole li”. “Essere” introduce la nazionalità, il mestiere e serve anche a formare la diatesi passiva. In generale, i verbi si negano con l’avverbio di negazione “não” (in spagnolo, “no”), a meno che si usi un antonimo (e.g. permettere > proibire). Prima ancora, siccome è un verbo molto snello e meccanico, si illustra il verbo haver per dire “c’è/ci sono” in tutti i modi possibili.
- Il verbo haver (si usa solo per tradurre e esprimere “esserci” e, come in spagnolo, non cambia in numero) al presente (“c’è/ci sono”) si usa solo come “Há…”, totalmente invariabile (in spagnolo è “Hay”, anch’esso totalmente invariabile); al passato (c’era/c’erano), è “Havia…”, nuovamente invariabile. Al futuro, che si può sostituire con il presente, è “Haverá…” (ci sarà/ci saranno; oppure, al presente per suonare colloquiali o meno enfatici, e.g. “Il mese prossimo c’è una festa alla spiaggia; l’anno prossimo c’è una crisi economica”). “Può/potrebbe esserci; possono/potrebbero esserci” sono “Pode haver…”. Infine, “Ci sarebbe potuta essere, ci sarebbero potute essere” è “Poderia ter havido…”. Per cambiare verbo servile, “Deve/devono esserci; doveva/dovevano esserci” sono “Deve haver; deveria ter havido…” per esprimere una congettura o un ordine.

- Indicativo presente: descrive azioni abituali ma anche azioni in fase di svolgimento nel presente, come in francese, spagnolo e italiano: è sia un presente semplice che un presente continuato (in più, si può ulteriormente distinguere in queste tre lingue: si pensi a “estar +gerundio” in spagnolo, a “en train de +infinito” in francese e all’italiano “stare +gerundio”, e.g. sto mangiando. In inglese si fa una distinzione tra simple present e present continuous. Per sapere come si forma il presente continuato in portoghese, vedi avanti). In più, il presente si può usare per parlare del passato sia prossimo che molto remoto per rendere la narrazione più vivida: si può cioè utilizzare come presente storico, che è la sua terza funzione. Dopodiché, si usa per parlare di verità assolute (e.g. l’acqua bolle a 100°, uno più uno fa due). Come quinta funzione, si usa per indicare il futuro semplice, funzione presente pure nell’italiano e spagnolo colloquiali (e.g. domani andrò in biblioteca VS domani vado in biblioteca). Dal punto di vista ortografico, le prime tre declinazioni sono pressoché identiche allo spagnolo (solo l’ultima persona, la terza plurale, finisce in -m invece di -n); come pronuncia, sono diverse, ma deriva dalla grafia.

- [presente continuato ad hoc]: in realtà, come nelle lingue neo-romanze, pure in portoghese esistono due modi per formare in modo inequivocabile il presente continuato (lavoro VS sto lavorando/sono a lavorare/sto a lavorare <abbastanza raro e estremamente colloquiale>): nel portoghese brasiliano si utilizza il verbo stare + il gerundio, e.g. sto lavorando (come in italiano). Nel portoghese europeo, la costruzione è ancora più semplice siccome non serve il gerundio ma è sufficiente l’infinito: si compone con il verbo stare + a + infinito (e.g. sto a scrivere una lettera).

- Passato prossimo: equivale all’italiano, siccome indica azioni iniziate nel passato e appena concluse o ancora in corso o con gli effetti (ancora) visibili (e.g. ho studiato portoghese; ho studiato portoghese (per) due ore [e ora ho smesso/e ora sto continuando e continuerò ancora per un po’]; mi sono interessato al portoghese brasiliano; il televisore si è guastato).

- Imperfetto: si usa per azioni abituali nel passato (in inglese si utilizza in combinazione con l’espressione “to be used to”, e.g. in passato andavo ogni giorno al parco) e per stati di cose nel passato (e.g. nel Settecento non esisteva l’automobile), che si possono anche sovrapporre (cioè essere contemporanee, e.g. mentre cucinava, parlava al telefono) o che sono consequenziali (e.g. mentre andavo al parco, ho incontrato/incontrai un mio amico). Si usa pure nella parlata colloquiale al posto del condizionale (e.g. se lo sapevo, venivo anche io). Per le azioni in fase di svolgimento nel passato, come in italiano e spagnolo, si è soliti infine usare il verbo stare + il gerundio, e.g. stavo lavorando. Quindi, si forma quello che si può immaginare come il passato continuato (ricalcando l'espressione "Past Continuous", e.g. I was talking) Infine, come in italiano, si usa pure per esprimere una richiesta con molto tatto, e.g. volevo sapere dove è il bagno. In sintesi, anche l’uso dell’imperfetto (dopo il presente indicativo e il passato prossimo) è totalmente analogo all’italiano.

- Passato remoto/Preterito: indica azioni (non abituali) totalmente concluse nel passato (ma in italiano, nella parlata colloquiale converge con il passato remoto, e.g. ieri ho guardato/guardai un film; in inglese, per esempio, c’è distinzione netta tra il present perfect e il simple past. Anche il portoghese è più fiscale nella distinzione) e si usa anche nelle azioni nel passato che ne interrompono una in corso, come nell’esempio sopracitato “Mentre andavo al parco, incontrai un mio amico”.

- Futuro semplice: si usa per indicare un’azione che avverrà nel futuro. Il tempo si può sostituire, nel linguaggio corrente, con il presente come in italiano. Oppure, come avviene per il futuro programmato in inglese, si usa il verbo andare “ir <al presente> + <verbo principale all’infinito>”, e.g. domani telefono a lui > domani vado (a) telefonare a lui [tomorrow I’m going to phone him]. Come secondo utilizzo, il futuro semplice si usa con il verbo essere per esprimere congetture sul presente immediato, cioè per formare il futuro epistemico (e.g. a quest’ora si sarà già addormentato). In portoghese, il futuro epistemico di solito si crea con “ser” alla terza persona singolare del futuro semplice seguito da “que” o da un nome comune o proprio: “será que… <frase>/o gato”  (e.g. “Fernando è stanco: sarà che ha lavorato troppo”, “Sento dei rumori. Sarà il gatto.”)

- Trapassato prossimo: equivale al Past Perfect in inglese e indica un’azione anteriore a un’altra nel passato, e.g. "Quando lei arrivò, io ero (già) andato via [VS quando lei è arrivata, io sono andato via perché a vederla mi viene antipatia]; prima che la neve coprisse la legnaia, avevo messo da parte una cassetta di legna". La seconda frase è introdotta dal pluperfect. Di fatto, come in italiano (e contrariamente all’inglese), si preferisce il passato remoto al pluperfect, e.g. quando lei era arrivata, io ero andato via [VS quando lei è arrivata, io sono andato via].

- Futuro anteriore: si usa per indicare un’azione che è finita nel futuro prima di un’altra (e.g. quando finirò di leggere il libro, sarò (già) arrivato alla stazione).

- Il portoghese in più ha il modo condizionale e congiuntivo. Il congiuntivo presente, a differenza dell’italiano corrente alla seconda persona singolare, si usa per formare l’imperativo negativo: in italiano infatti si usa l’infinito (e.g. non andare! Non muovetevi! > “<tu> non vada! Non vi muoviate!”). L’uso del congiuntivo presente per formare l’imperativo in italiano (ma usando il Lei, non il tu/voi) risulta in un invito fortissimo, ma non in un ordine troppo diretto e perentorio (e.g. non correre > <tu> non corra). Con il Lei, il costrutto risulta logico (e.g. non stancarti troppo > non si stanchi troppo).

- Quanto all’imperativo, si usa alla seconda persona singolare e plurale per dare ordini o inviti molto forti (e.g. vieni, dai! Mangia!). Un terzo caso particolare è alla prima persona plurale per dare ordini o inviti molto forti di fare un’azione condivisa/insieme, e.g. Andiamo! L’imperativo negativo, come già accennato, si forma con não + congiuntivo presente

- L’infinito si usa come soggetto della frase se il soggetto è un’azione (e.g. studiare portoghese è affascinante), anche se in realtà si può usare il corrispondente nome comune di attività (e.g. lo studio del portoghese è affascinante). Si usa dopo i verbi servili (e.g. devo studiare, posso andare, voglio finire) e in simili costrutti e nel presente continuato in Brasile (e.g. sto studiando > “sto a studiare”).

- Il gerundio si usa per indicare una contemporaneità di azioni (e.g. ridendo, mi ha risposto di sì) o per formare il presente continuato in portoghese lusitano/europeo (e.g. sto stampando un documento). Con il verbo ter (> “tendo”), introduce una frase che ha una valenza di fondo causale e che inizia con “avendo”, e.g. avendo finito i compiti, vado a giocare. “Essendo” si traduce “sendo”.

- Il participio passato (quello presente, e.g. scrivere > scrivente, è abbastanza raro), a differenza del passato e trapassato prossimo, discrimina tra il verbo essere e avere, come in italiano, e si usa in questi tempi composti.

- La diatesi passiva si ottiene anteponendo a tutti i verbi l’ausiliare “essere”, come in italiano. La preposizione che introduce il complemento di agente e di causa efficiente è “por” (non va confuso con “para”: in portoghese e spagnolo, la seconda infatti significa “per” e rimanda al complemento di fine e vantaggio).

- Se il verbo è impersonale, si usa sempre e solo alla terza persona singolare (ma senza pronome personale), e.g. piove, nevica, fa freddo (letteralmente “sta freddo”; in spagnolo di usa invece il verbo hacer, “fare”). Se il verbo è riflessivo, è seguito dal pronome personale riflessivo separato dal trattino (ma le posizioni sono invertite nelle negative e interrogative).

## Tavole di coniugazione dei verbi principali e degli altri verbi
Si consiglia caldamente di leggere il capitolo che introduce il sistema verbale portoghese e a cosa servono i singoli tempi e costrutti. Dopo un'introduzione che contiene i verbi principali, sono mostrate le coniugazioni delle tre declinazioni nei tempi principali (mancano solo l'imperativo alla prima persona plurale "let's...!", il condizionale, il congiuntivo e il trapassato remoto. Nella terza persona -ir, manca pure il passato remoto. Il condizionale e congiuntivo, come in italiano, sono sostituibili colloquialmente con altri tempi, ragion per cui un principiante che apprende la varietà colloquiale sa già esprimere per esempio il periodo ipotetico). Ogni verbo è accorpato al pronome personale soggetto in versione brasiliana. Tra i non principali, i verbi irregolari, cioè con cambi della radice, sono evidenziati in grassetto.

### Verbi principali (essere, stare, avere, porre, andare)
I verbi principali, a parte "esserci" (haver), che è invariabile in numero ed è già stato spiegato, sono "essere, stare, avere" (ser, estar, ter). "Avere" è sia verbo principale che ausiliare in portoghese (in spagnolo sono distinti). A volte, estar nel portoghese parlato subisce delle contrazioni colloquiali, e.g. "star...; eu 'to...". Non sono coniugabili al modo imperativo. A questi verbi si aggiunge il verbo irregolare che dà origine alla quarta coniugazione, pôr (porre/mettere) e i suoi derivati, che finiscono in -por. Infine, si aggiunge "ir", andare, anch'esso irregolare.

#### Presente indicativo (presente semplice) e futuro semplice colloquiale
| Pronome                              | Verbi                               |
| ------------------------------------ | ----------------------------------- |
| Eu                                   | sou, estou, tenho, ponho, vou       |
| Tu                                   | és, estás, tens, pões, vais         |
| Ele, ela; o/a senhor(a)              | é, está, tem, põe, vai              |
| Nós                                  | somos, estamos, temos, pomos, vamos |
| Vós                                  | sois, estais, tendes, pondes, ides  |
| Eles, elas; os senhores, as senhoras | são, estão, têm, põem, vão          |

#### Presente indicativo (presente continuato con il gerundio in portoghese lusitano)
In versione brasiliana, si forma con "stare + gerundio" (come nell'italiano "sto studiando"), ragion per cui è tassativo imparare a formare correttamente il gerundio. In versione lusitana non serve, siccome si usa direttamente l'infinito (come nell'italiano molto colloquiale "sto a scrivere"): è sufficiente sapere a monte il verbo principale "estar", dopodiché il presente continuato si forma meccanicamente in portoghese lusitano, senza alcun bisogno di tavole di coniugazione.
Nei verbi principali, questo costrutto si può usare con il verbo avere (e.g. io sto avendo...) e porre.
| Pronome                                    | Verbi              |
| ------------------------------------------ | ------------------ |
| Eu estou                                   | tendo, pondo, indo |
| Tu estás                                   | tendo, pondo, indo |
| Ele, ela; o/a senhor(a) está               | tendo, pondo, indo |
| Nós estamos                                | tendo, pondo, indo |
| Vós estais                                 | tendo, pondo, indo |
| Eles, elas; os senhores, as senhoras estão | tendo, pondo, indo |

#### Passato prossimo, trapassato prossimo e futuro anteriore + participio passato
In portoghese, ce l'hanno "avere, stare", ter, estar (e.g. io ho avuto). A questi, si aggiunge "porre".
| Pronome                                                 | Verbi (participio passato) |
| ------------------------------------------------------- | -------------------------- |
| Eu tenho--tinha--terei                                  | tido, posto, estado, ido   |
| Tu tens--tinhas--terás                                  | tido, posto, estado, ido   |
| Ele, ela; o/a senhor(a) tem--tinha--terá                | tido, posto, estado, ido   |
| Nós temos--tínhamos--teremos                            | tido, posto, estado, ido   |
| Vós tendeis--tínheis--tereis                            | tido, posto, estado, ido   |
| Eles, elas; os senhores, as senhoras têm--tinham--terão | tido, posto, estado, ido   |

#### Imperfetto e periodo ipotetico al passato colloquiale
| Pronome                              | Verbi                                        |
| ------------------------------------ | -------------------------------------------- |
| Eu                                   | era, estava, tinha, punha, ia                |
| Tu                                   | eras, estavas, tinhas, punhas, ias           |
| Ele, ela; o/a senhor(a)              | era, estava, tinha, punha, ia                |
| Nós                                  | éramos, estávamos, tínhamos, púnhamos, íamos |
| Vós                                  | éreis, estáveis, tínheis, púnheis, íeis      |
| Eles, elas; os senhores, as senhoras | eram, estavam, tinham, punham, iam           |

#### Passato remoto
In portoghese, il verbo avere/ter ha questo tempo, come anche "stare, porre, andare". In "andare", la "f-" iniziale si può pensare come una "v-".
| Pronome                              | Verbi                                |
| ------------------------------------ | ------------------------------------ |
| Eu                                   | fui, estive, pus, fui                |
| Tu                                   | foste, estiveste, puseste, foste     |
| Ele, ela; o/a senhor(a)              | foi, esteve, pôs, foi                |
| Nós                                  | fomos, estivemos, pusemos, fomos     |
| Vós                                  | fostes, estivestes, pusestes, fostes |
| Eles, elas; os senhores, as senhoras | foram, estiveram, puseram, foram     |

#### Futuro semplice e futuro epistemico
Verbi come "starò", che si può usare per formare per esempio il futuro continuato (e.g. Domani a quest'ora starò finendo di scrivere l'articolo), si possono usare in portoghese.
| Pronome                              | Verbi                                        |
| ------------------------------------ | -------------------------------------------- |
| Eu                                   | serei, terei, estarei, porei, irei           |
| Tu                                   | serás, terás, estarás, porás, irás           |
| Ele, ela; o/a senhor(a)              | será, terás, estará, porá, irá               |
| Nós                                  | seremos, teremos, estaremos, poremos, iremos |
| Vós                                  | sereis, tereis, estareis, poreis, ireis      |
| Eles, elas; os senhores, as senhoras | serão, terão, estarão, porão, irão           |

A margine, si aggiunge che l'imperativo di "porre" al singolare e plurale è "põe, ponham". Al negativo, è "não ponhas, não ponham". "Esserci" è già stato affrontato nell'introduzione al sistema verbale.

### Gli altri verbi: prima coniugazione, con infinito in -ar

#### Presente indicativo (presente semplice) e futuro semplice colloquiale
| Pronome                              | Verbi   |
| ------------------------------------ | ------- |
| Eu                                   | falo    |
| Tu                                   | falas   |
| Ele, ela; o/a senhor(a)              | fala    |
| Nós                                  | falamos |
| Vós                                  | falais  |
| Eles, elas; os senhores, as senhoras | falam   |

#### Presente indicativo (presente continuato con il gerundio in portoghese lusitano + passato continuato)
| Pronome + estar                                     | Verbi (gerundio) |
| --------------------------------------------------- | ---------------- |
| Eu estou--estava                                    | falando          |
| Tu estás--estavas                                   | falando          |
| Ele, ela; o/a senhor(a) está--estava                | falando          |
| Nós estamos--estávamos                              | falando          |
| Vós estais--estáveis                                | falando          |
| Eles, elas; os senhores, as senhoras estão--estavam | falando          |

#### Passato prossimo, trapassato prossimo e futuro anteriore + participio passato
| Pronome                                                 | Verbi (participio passato) |
| ------------------------------------------------------- | -------------------------- |
| Eu tehno--tenha--terei                                  | falado                     |
| Tu tens--tenhas--terás                                  | falado                     |
| Ele, ela; o/a senhor(a) tem--tenha--terá                | falado                     |
| Nós temos--tínhamos--teremos                            | falado                     |
| Vós tendes--tínheis--tereis                             | falado                     |
| Eles, elas; os senhores, as senhoras têm--tinham--terão | falado                     |

#### Imperfetto e periodo ipotetico al passato colloquiale
| Pronome                              | Verbi     |
| ------------------------------------ | --------- |
| Eu                                   | falava    |
| Tu                                   | falavas   |
| Ele, ela; o/a senhor(a)              | falava    |
| Nós                                  | falávamos |
| Vós                                  | faláveis  |
| Eles, elas; os senhores, as senhoras | falavam   |

#### Passato remoto
| Pronome                              | Verbi    |
| ------------------------------------ | -------- |
| Eu                                   | falei    |
| Tu                                   | falaste  |
| Ele, ela; o/a senhor(a)              | falou    |
| Nós                                  | falámos  |
| Vós                                  | falastes |
| Eles, elas; os senhores, as senhoras | falaram  |

#### Futuro semplice e futuro epistemico
| Pronome                              | Verbi     |
| ------------------------------------ | --------- |
| Eu                                   | falarei   |
| Tu                                   | falarás   |
| Ele, ela; o/a senhor(a)              | falará    |
| Nós                                  | falaremos |
| Vós                                  | falareis  |
| Eles, elas; os senhores, as senhoras | falarão   |

### Verbi regolari: seconda coniugazione, con infinito in -er

#### Presente indicativo (presente semplice) e futuro semplice colloquiale
| Pronome                              | Verbi   |
| ------------------------------------ | ------- |
| Eu                                   | como    |
| Tu                                   | comes   |
| Ele, ela; o/a senhor(a)              | come    |
| Nós                                  | comemos |
| Vós                                  | comeis  |
| Eles, elas; os senhores, as senhoras | comem   |

#### Presente indicativo (presente continuato con il gerundio in portoghese lusitano +passato continuato)
| Pronome + estar                                     | Verbi (gerundio) |
| --------------------------------------------------- | ---------------- |
| Eu estou--estava                                    | comendo          |
| Tu estás--estavas                                   | comendo          |
| Ele, ela; o/a senhor(a) está--estava                | comendo          |
| Nós estamos--estávamos                              | comendo          |
| Vós estais--estáveis                                | comendo          |
| Eles, elas; os senhores, as senhoras estão--estavam | comendo          |

#### Passato prossimo, trapassato prossimo e futuro anteriore +participio passato
| Pronome                                                 | Verbi (participio passato) |
| ------------------------------------------------------- | -------------------------- |
| Eu tehno--tenha--terei                                  | comido                     |
| Tu tens--tenhas--terás                                  | comido                     |
| Ele, ela; o/a senhor(a) tem--tenha--terá                | comido                     |
| Nós temos--tínhamos--teremos                            | comido                     |
| Vós tendes--tínheis--tereis                             | comido                     |
| Eles, elas; os senhores, as senhoras têm--tinham--terão | comido                     |

#### Imperfetto e periodo ipotetico al passato colloquiale
| Pronome                              | Verbi    |
| ------------------------------------ | -------- |
| Eu                                   | comia    |
| Tu                                   | comias   |
| Ele, ela; o/a senhor(a)              | comia    |
| Nós                                  | comíamos |
| Vós                                  | comiais  |
| Eles, elas; os senhores, as senhoras | comiam   |

#### Passato remoto
| Pronome                              | Verbi    |
| ------------------------------------ | -------- |
| Eu                                   | comi     |
| Tu                                   | comeste  |
| Ele, ela; o/a senhor(a)              | comeu    |
| Nós                                  | comemos  |
| Vós                                  | comestes |
| Eles, elas; os senhores, as senhoras | comeram  |

#### Futuro semplice e futuro epistemico
| Pronome                              | Verbi     |
| ------------------------------------ | --------- |
| Eu                                   | comerei   |
| Tu                                   | comerás   |
| Ele, ela; o/a senhor(a)              | comerá    |
| Nós                                  | comeremos |
| Vós                                  | comereis  |
| Eles, elas; os senhores, as senhoras | comerão   |

### Gli altri verbi: terza coniugazione, con infinito in -ir

#### Presente indicativo (presente semplice) e futuro semplice colloquiale
I verbi di terza coniugazione mostrano delle irregolarità nelle radici specialmente alla prima persona. I tipici, se si prende "C" come un simbolo che indica una consonante a caso, sono: -gir > -jo (palatalizzazione), -eCir > -iCo, -oCir > -uCo (innalzamento vocalico). Talvolta, queste mutazioni si vedono anche in tutto il singolare e alla terza persona plurale. In più, sempre alla prima persona, se -ir è preceduto da vocale (tranne "u"), si aggiunge una "i": il suffisso pertanto è -io. Il verbo "subir" (salire) ha una mutazione di "u" in "o" in alcune persone (abbassamento vocalico), mentre "ouvir" (udire) alla prima persona prende la terminazione -ço, come anche "pedir" (ordinare, e.g. stanze e pietanze).
| Pronome                              | Verbi    |
| ------------------------------------ | -------- |
| Eu                                   | parto    |
| Tu                                   | partes   |
| Ele, ela; o/a senhor(a)              | parte    |
| Nós                                  | partimos |
| Vós                                  | partis   |
| Eles, elas; os senhores, as senhoras | partem   |

#### Presente indicativo (presente continuato con il gerundio in portoghese lusitano + passato continuato)
| Pronome + estar                                     | Verbi (gerundio) |
| --------------------------------------------------- | ---------------- |
| Eu estou--estava                                    | partindo         |
| Tu estás--estavas                                   | partindo         |
| Ele, ela; o/a senhor(a) está--estava                | partindo         |
| Nós estamos--estávamos                              | partindo         |
| Vós estais--estáveis                                | partindo         |
| Eles, elas; os senhores, as senhoras estão--estavam | partindo         |

#### Passato prossimo, trapassato prossimo e futuro anteriore + participio passato
| Pronome                                                 | Verbi (participio passato) |
| ------------------------------------------------------- | -------------------------- |
| Eu tehno--tenha--terei                                  | partido                    |
| Tu tens--tenhas--terás                                  | partido                    |
| Ele, ela; o/a senhor(a) tem--tenha--terá                | partido                    |
| Nós temos--tínhamos--teremos                            | partido                    |
| Vós tendes--tínheis--tereis                             | partido                    |
| Eles, elas; os senhores, as senhoras têm--tinham--terão | partido                    |

#### Imperfetto e periodo ipotetico al passato colloquiale
| Pronome                              | Verbi     |
| ------------------------------------ | --------- |
| Eu                                   | partia    |
| Tu                                   | partias   |
| Ele, ela; o/a senhor(a)              | partia    |
| Nós                                  | partíamos |
| Vós                                  | partíeis  |
| Eles, elas; os senhores, as senhoras | partiam   |

#### Passato remoto
| Pronome                              | Verbi     |
| ------------------------------------ | --------- |
| Eu                                   | parti     |
| Tu                                   | partiste  |
| Ele, ela; o/a senhor(a)              | partiu    |
| Nós                                  | partimos  |
| Vós                                  | partistes |
| Eles, elas; os senhores, as senhoras | partiram  |

#### Futuro semplice e futuro epistemico
| Pronome                              | Verbi      |
| ------------------------------------ | ---------- |
| Eu                                   | partirei   |
| Tu                                   | partirás   |
| Ele, ela; o/a senhor(a)              | partirá    |
| Nós                                  | partiremos |
| Vós                                  | partireis  |
| Eles, elas; os senhores, as senhoras | partirão   |

## Fonti
- https://coniugazione.reverso.net/coniugazione-portoghese.html (Coniugatore di verbi in portoghese)
- Hutchinson, Amélia; Lloyd, Janet. Portuguese: an Essential Grammar. Second Edition. Routledge, New York e Londra: 2003.